# Véres trón
A Véres trón (蜘蛛巣城 Kumonosu-jō, szó szerint "A Pókháló Kastély") Kuroszava 1957-ben készült filmje, mely a Macbeth-et ülteti a feudális Japánba nó drámai elemekkel.
Kuroszavára nagy hatással volt Orson Welles feldolgozása is, mégis emlékezetes, egyedi alkotást hozott létre például a záró nyilas jelenettel. A filmet a Fuji és az Izu félsziget körül forgatták, számos díjat nyert kiváló alkotás.

## Cselekmény
Miki és Wasizu tábornokok szamuráj parancsnokok és barátok Cuzuki úr alatt. Ellenségeit legyőzve a vár felé tartanak egy erdőben tévelyegnek, ahol egy szellem jósol nekik jövőjükről, mely szerint mindketten előrelépnek, Wasizu kap egy várat, később ő lesz a Pókháló Kastély ura, később Miki fia. Wasizu neje, Aszadzsi ráveszi férjét Cuzuki úr megölésére, így végül tényleg övé lesz a főhatalom a Pókháló Kastélyban, ráadásul egy ártatlan, tőrbe csalt szolgát is kíméletlenül vádolva lemészárol, hogy megpróbálja elterelni a gyanút magáról.
Kunimaru, Cuzuki bosszúszomjas fia és Norijaszu, Csuzuki hűséges tanácsadója Wasizu féktelen hataloméhes ámokfutását gyanítva figyelmeztetik Mikit, de az elutasítja a gyanút. Azsadzsi hatása alatt Wasizu kétkedik Miki hűségében, de saját fiú hiányában Miki fiát, Josziterut megtenné helyettesének, amit egy estélyen mondana el. Aszadzsi viszont várandósnak mondja magát, így Wasizu merénylőket küld Mikiék ellen Az estélyen Wasizu Miki szellemét látja, mivel Miki valóban meghalt, de a fia megszökött. Az ezt közlő merénylőt is leöli.
Az emberek félnek és azt suttogják, hogy Miki fia: Josziteru, Kunimaru és Norijaszu egykori riválisukkal Inuival támadnak. Wasizu azt hallja, hogy gyereke halva született. Újra felkeresve az erdei szellem azt mondja, trónját megtartja, ha csak maga az erdő nem támadja meg, a jó hírt seregének is elmondja. Másnap reggel viszont Aszadzsi őrületében képzelt vért próbál lemosni kezéről, az erdő pedig megindul.
Wasizu hiába próbálja kétségbeesett katonáit, azok rettegnek tőle és lenyilazzák őt. A csel: Josziteruék fákat vágtak ki, és azokkal közelednek, mint páncél, ez volt a "támadó fák" trükkjének magyarázata.

## Szereplők
| Színész            | Karakter                 | Macheth-analógia   |
| ------------------ | ------------------------ | ------------------ |
| Mifune Tosiró      | Wasizu Taketoki          | Macbeth            |
| Jamada Iszuzu      | Wasizu Aszadszi úrhölgy  | Lady Macbeth       |
| Simura Takasi      | Odagura Norijaszu        | Macduff            |
| Kubo Akira         | Miki Jositeru            | Fleance            |
| Tacsikava Jóicsi   | Cuzuki Kunimaru          | Malcolm            |
| Csiaki Minoru      | Miki Josiaki             | Banquo             |
| Szaszaki Takamaru  | Kuniharu Cuzuki Kuniharu | King Duncan        |
| Naniwa Csieko      | Boszorkány               | A Három boszorkány |
| Kódó Kokuten       | Első tábornok            |                    |
| Szakai Szacsió     | Wasizu szamurája         |                    |
| Fudzsiki Jű        | Wasizu szamurája         |                    |
| Uedá Kicsijiró     | Wasizu munkása           |                    |
| Kato Takesi        | Cuzuki szamurája         |                    |
| Inoue Sóbun        | Cuzuki bírnöke           |                    |
| Koike Aszaó        | Cuzuki hírnöke           |                    |
| Mijosi Eiko        | Idősebb várakozó hölgy   |                    |
| Kimura Iszao       | Hírnök (fantom)          |                    |
| Mijagucsi Szeidzsi | Hírnök (fantom)          |                    |

## Fogadtatás

### Kritika
A Rotten Tomatoes kritikagyűjtőn 47 kritika alapján a mű értékese: 96%, és az egyik csúcsműnek tartják.
Az Egyesült Királyság ké nagy rendezőke, Geoffrey Reeve és Peter Brook a filmet mesterműnek tartja, de nem a Shakespeare-alapok miatt, mert a film japán nyelvű.

## Lásd még
- Ran – Káosz

## Fordítás
Ez a szócikk részben vagy egészben  a   Throne of Blood című angol Wikipédia-szócikk fordításán alapul.  Az eredeti cikk szerkesztőit annak laptörténete sorolja fel. Ez a jelzés csupán a megfogalmazás eredetét és a szerzői jogokat jelzi, nem szolgál a cikkben szereplő információk forrásmegjelöléseként.
- Watson, Robert N.. Throne of Blood, BFI Film Classics. London: Bloomsbury Publishing (2020). ISBN 9781839021886
- Yoshimoto, Mitsuhiro. Kurosawa: Film Studies and Japanese Cinema. Duke University Press (2000. július 14.). ISBN 0822325195
- Zinoman, Jason. He Likes to Watch, Shock Value: How a Few Eccentric Outsiders Gave Us Nightmares, Conquered Hollywood, and Invented Modern Horror. New York: The Penguin Press (2011. július 14.). ISBN 978-1-59420-302-2

-->

## Külső hivatkozások
- Véres trón az Internet Movie Database oldalon (angolul)
- Throne of Blood at the official Japanese-language Toho website (archived)
- The Throne of Blood at the official English-language Toho website (archived)
- Throne of Blood at the Criterion Collection
- Throne of Blood: Shakespeare Transposed an essay by Stephen Prince at the Criterion Collection
- Program notes from the 1957 San Francisco International Film Festival
- Throne of Blood at the Japanese Movie Database Sablon:In lang